# Исаак Сирин
Исаа́к Си́рин (иначе Сирский, Сиря́нин, Сирия́нин, Ниневи́йский; Мар Исхак Ниневийской сир. ܡܪܝ ܐܝܣܚܩ ܕܢܝܢܘܐ, около 640, Бет-Катрая, Государство Сасанидов — около 700, Шуштер, Омейядский халифат) — христианский писатель-аскет, епископ Ниневии в Церкви Востока, жил в Ассирии и Сирии во второй половине VII века.
Исаак Сирин почитается христианами трёх конфессий, исторически считавшими друг друга еретическими: восточносирийской (в традиционной историографии — несторианской), западносирийской (в традиционной историографии — яковитской) и сиро-халкидонской (в традиционной историографии — мелькитской), вслед за которой его почитание распространилось на все прочие епархии Православной церкви. Традиционно считается, что перу Исаака принадлежат пять (по другим данным -  семь) «томов творений» или «собраний», однако на сегодняшний день далеко не все приписываемые ему тексты открыты и введены в научный оборот.
День памяти в православной церкви — 28 января (10 февраля). Не следует путать Исаака Сирина Ниневийского и Исаака Сирина Сполетского (память 12 (25) апреля).

## Биография
С XVIII по XIX в. единственным известным науке житием Исаака было яковитское житие, записанное на арабском языке. На основании этого жития исследователи делали вывод о принадлежности св. Исаака к сиро-халкидонской церкви. В 1892 г. французский сиролог Ж.-Б. Шабо нашёл жизнеописание св. Исаака в «Книге целомудрия» восточно-сирийского историка IX в. Ишоʿднаха, епископа Басры, согласно которой св. Исаак принадлежал к Церкви Востока и жил во второй половине VII в. Шабо и другие исследователи признали аутентичность сведений, сообщаемых в этом источнике, тогда как яковитское житие, записанное на арабском, получило в трудах различных исследователей статус «наглой лживой биографии», «байки» (фр. - "anecdote", Ж.-Б. Шабо) и «неисторической яковитской традиции» (нем. - "ungeschichtliche jakobistische Tradition").
Данные восточно-сирийского жития нашли дополнительное подтверждение в западно-сирийской традиции, когда патриарх Сирийской Католической церкви Игнатий Ефрем II Рахмани (1848 – 1929 гг.) опубликовал текст «Жития св. Исаака», написанный анонимным яковитским автором (так называемый «аноним Рахмани»), в котором содержались те же сведения, что и в «Книге целомудрия», но с некоторыми дополнениями.
Согласно сведениям, сообщаемым в жизнеописании Ишоʿднаха, Исаак родился в Бет Катрайе (ныне — Катар), был рукоположён во епископы Ниневии католикосом мар Геваргисом в монастыре Бет 'Аве. Через пять месяцев он, по неизвестной причине, отрёкся от епископства и поселился на горе в области Бет Хузайе, а затем стал жить в монастыре Раббана Шапура, где и был похоронен.

## Наследие преподобного Исаака Сирина, проблемы перевода

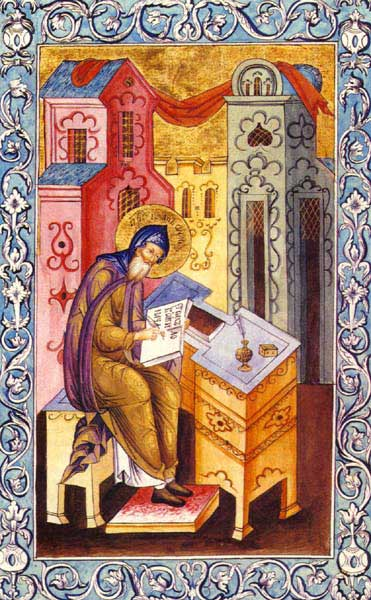
Исаак Сирин (миниатюра 1802 года)

### Обзор
Святой Исаак был одним из плодовитейших писателей. По свидетельству сирского писателя начала XIV века Эбед-Иезу, «св. Исаак Ниневийский составил семь томов о водительстве Духа, о Божественных тайнах, о судах и о благочинии (politia)». Даниил Тубанита, епископ Беф-Гармэ, по свидетельству того же Эбед-Иезу, «написал разрешение вопросов божественного пятого тома св. Исаака Ниневийского». Что это за «томы», о которых говорит Эбед-Иезу, неизвестно, и, по-видимому, они не все до нас дошли. В 1909 году в первый раз вышел в свет печатный сирский текст сочинений святого Исаака под заглавием: «Mar Isaacus Ninivita de perfectione religiosa, quam edidit P. Bedjan». Здесь, судя по заглавию, помещено 107 слов, или глав, но издатель говорит, что это только «первая часть сочинения св. Исаака», что он мог бы издать и 2-й и 3-й тома этого сочинения, если бы только мог сверить имеющиеся у него манускрипты с другими параллельными. И издатель очень жалеет, что не может этого сделать и издать эти новые тома, жалеет потому, что там «много прекрасных страниц».

### Второй том
В 1983 г. в Бодлианской библиотеке Оксфорда профессором С. Броком  был найден текст так называемого Второго собрания творений мар Исхака (Bodleiansyr. e. 7). Находка включала 41 слово сирийского мистика. К настоящему времени тексты 4–41 переведены на английский проф. С. Броком, также подготовившим их критическое издание, с которого впоследствии был выполнен перевод на русский язык. Что касается текстов 1–3, составлявших по своему объёму примерно половину найденного материала, то они, хотя и были переведены на несколько европейских языков, пока ещё не изданы, поскольку П. Беттиоло, взявшийся за подготовку критического издания этих текстов, до сих пор не закончил работу.

### Объёмы дошедших до нас текстов
В арабском переводе до нас дошли четыре книги сочинений святого Исаака. В первой книге находится 28 слов (поучений), во 2-й — 45 слов, в 3-й — 44 слова, в 4-й — пять, всего 122 слова (по другим сведениям — в арабском переводе сохранились 133 поучения под заглавием «Монашеское правило» и письмо к Симеону Столпнику). В греческом переводе до нас дошли только 86 слов и четыре послания, в латинском переводе - несколько менее. По другим сведениям — 99 его поучений известны в сирском подлиннике и в греческом переводе.

### О греческом переводе Подвижнических слов
Известный нам греческий перевод сочинений святого Исаака был сделан первоначально иноками лавры святого Саввы, Авраамием и Патрикием, вероятно, в IX веке. Этот перевод принят Православной Церковью и высоко ценится всеми святыми отцами. Греческие отцы «Добротолюбия», например, прп. Григорий Синаит, повелевают его читать. На него часто ссылаются как на великий авторитет в Добротолюбии, а также прп. Никодим Святогорец, свт. Феофан Затворник и мн. др.
Он был издан в 1770 году в Лейпциге иеромонахом Никифором Феотоки (впоследствии - епископом Астраханским) по поручению патриарха Иерусалимского Ефрема, которым было известно о давнем желании прп. Паисия Величковского увидеть эту книгу на греческом.

#### Критика Ж.-Б. Шабо
По мнению французского ученого Жана-Батиста Шабо, этот перевод не во всём удовлетворителен: он неполон (в нём недостает по сравнению с арабским переводом 41-го слова, по сравнению с сирским подлинником - ещё больше) и имеет некоторые недостатки. Шабо, сравнивавший его с сирскими манускриптами, вот что́ говорит о нём:

Первая особенность греческого перевода, это — опускание трудных мест, а так как Исаак Сирин — один из труднейших сирских писателей, то таких опусканий много; вторая особенность — та, что перевод часто не следует смыслу автора.
Хотя перевод и старается быть буквальным, по словам Шабо, но искажение смысла происходит частью от неумелого выбора значений сирских слов, частью от самой буквальности: сирский язык, как и другие восточные языки, весьма отличается по своей конструкции от европейских языков и не поддаётся буквальному переводу на них.
Впрочем, такие критические утверждения о столь прославленном святоотеческом тексте требуют проверки и исследования. Так, неизвестно точно, является ли подлинным дошедший до нас сирский текст.

### О латинском переводе Подвижнических слов

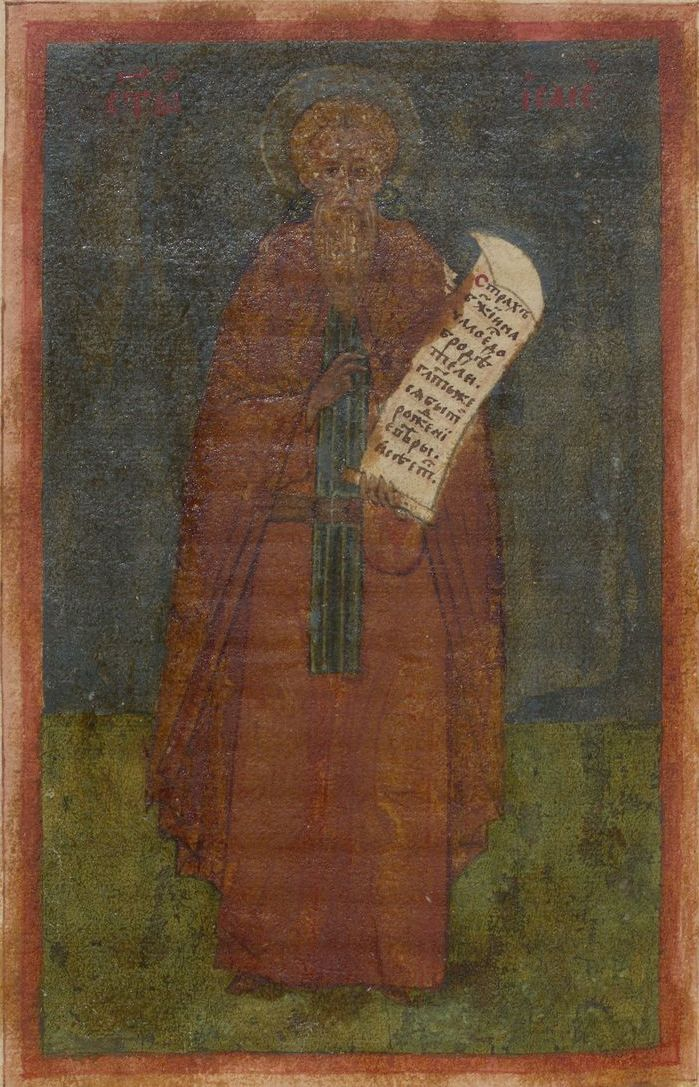
Русская миниатюра 1518 г.

Латинский перевод сочинений святого Исаака, «de contemptu mundi», помещённый у Миня в его патрологии, совсем неполон, 53 главы его равняются только 23 словам греческого. Язык перевода, по отзыву Шабо, темнее греческого, и переводчик нередко путает фразы.

### О славянском переводе Подвижнических слов
Славянский перевод принадлежит старцу Паисию Величковскому. Он делался со всевозможной тщательностью с Лейпцигского издания 1770 года на греческом, причем по одной греческой рукописи были сделаны важные дополнения и исправления, учитывались также и более древние славянские переводы. Перевод преподобного Паисия был напечатан в 1812 году его учеником схимонахом Митрофаном в Нямецком монастыре в Молдавии, затем - Оптиной пустынью в 1854 году, где под руководством прп. Макария Оптинского к книге был составлен алфавитный указатель и добавлено множество пояснений.

### О русском переводе Подвижнических слов
Русский перевод сочинений св. Исаака появился сначала в журнале «Христианское чтение» за 1820-е годы. Он делался с греческого издания Никифора Феотоки, но было переведено только 30 слов. В 1854 году вышел в свет полный русский перевод с того же греческого языка, сделанный Московской духовной академией (МДА). Перевод тридцати слов в «Христианском чтении» довольно удачен и литературен, но иногда волен; перевод МДА буквальнее, но темнее. Свт. Феофан Затворник включил в свою русскую редакцию Добротолюбия извлечения из слов прп. Исаака в виде кратких статей.
Современный перевод прп. Исаака на русский язык был выполнен игуменом Иларионом (Алфеевым) с сирийского языка и затрагивает новообретённый второй том его произведений, манускрипт которого был найден в 1983 году в Оксфордской библиотеке (тогда как «Слова подвижнические» представляют собой перевод первого тома). В 1998 году издательство Зачатьевского монастыря по благословению Святейшего Патриарха Московского и всея Руси Алексия II издало эту книгу под названием «Преподобный Исаак Сирин. О Божественных тайнах и духовной жизни». Второй том содержит 41 «Беседу». Третья беседа имеет 400 глав и составляет по объёму почти половину произведения, так называемые «Гностические главы» (или «Главы о знании»). Однако книга Илариона включает в себя лишь маленький фрагмент 3-й беседы. Автор объясняет это тем, что не решается «на полный перевод этой Беседы до тех пор, пока не имеется критического издания её текста (имеется лишь итальянский перевод)». В 2018 году в журнале «Богословские труды» вышла статья с изданием сирийского текста и комментированным переводом на русский язык избранных глав второй сотницы трактата, подготовленного А. Д. Макаровым.

## Богословие преп. Исаака Сирина

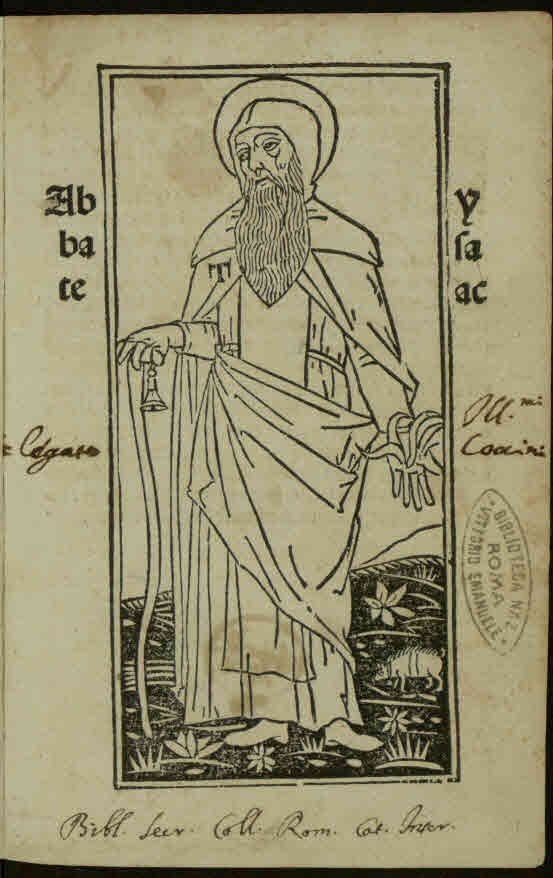
De perfectione vitae theoreticae, 1500

Преподобный Исаак был аскетом, пустынником, жившим в горах, однако его писания имеют универсальный характер, поскольку адресованы не только пустынникам и монахам, но и всем верующим во Христа. Много он говорил о последних ступенях духовного подвига, о пределах духовного пути, о созерцании. В своих духовных переживаниях святой Исаак очень схож с такими аскетами-созерцателями, как преп. Симеон Новый Богослов, преп. Максим Исповедник, преп. Макарий Великий. Эти святые отцы много говорили о конечной цели аскетических подвигов, об обожении человека, о стяжании Святого Духа. Одной из постоянных тем богословия святых отцов является тема молитвенного созерцания Бога.

## Преп. Исаак Сирин и православные подвижники
Творения преп. Исаака всегда пользовались и продолжают пользоваться великим уважением среди православных подвижников веры и благочестия.
Преп. Пётр Дамаскин, обильно пользуется в своих творениях писаниями св. Исаака Сирина и постоянно ссылается на него.
Преп. Никифор Уединённик, подвизавшийся в XIV веке на Афоне, в своём сочинении «О трезвении и хранении сердца» делает выдержку из творений преп. Исаака Сирина.
Известный русский святой прп. Нил Сорский в своём «Уставе о жительстве скитском» постоянно приводит мысли св. Исаака по разным вопросам духовно-нравственной жизни.
Епископ Феофан Затворник Вышенский составил такую молитву прп. Исааку Сирину:
«Преподобне отче Исаакие! моли Бога о нас и молитвою твоею озари ум наш разумети высокия созерцания, коими преисполнены словеса твои, и паче возведи или введи в тайники молитвы, которой производство, степени и силу так изображают поучения твои, да ею окриляемые возможем свободно тещи путём заповедей Господних неуклонно, минуя препятствия, встречаемыя на пути, и преодолевая врагов, вооружающихся на нас».

## Избранные цитаты из творений

### Дела
«Воздаяние бывает не добродетели и не труду ради неё, но рождающемуся от них смирению»
По любви к твари Сына Своего предал Он на крестную смерть. "Тако бо возлюби Бог мир, яко и Сына Своего Единородного дал есть" за него на смерть — не потому, что не мог искупить нас иным образом, но чтобы научить нас тем преизобилующей любви Своей и смертию Единородного Своего Сына приблизить нас к Себе. А если бы у Него было что более драгоценное, и то дал бы нам, чтобы сим приобрести Себе род наш.
Толкование на От Иоанна 3:16 — толкование отцов церкви: https://bible.by/fater/43/3/16/

## Слова подвижнические

### На славянском
- Святаго отца нашего Исаака Сирина Слова духовно-подвижническия, преведенная с Греческаго старцем Паисием Величковским (1812).pdf
- Святаго отца нашего Исаака Сирина Слова духовно-подвижническия, преведенная с Греческаго старцем Паисием Величковским (1854).pdf
- Святаго отца нашего Исаака Сирина Слова духовно-подвижническия, преведенная с Греческаго старцем Паисием Величковским (1854).djvu

### На русском
- Прп. Исаак Сирин. Слова духовно-подвижнические (1911).pdf
- Прп. Исаак Сирин. Творения. Слова подвижнические. (1911).djvu
- В Добротолюбии свт. Феофана, т. 2. Текст на сайте: .
- Map Исхак с горы Матут (Преподобный Исаак Сирин), VII в. Воспламенение ума в духовной пустыне. — Святая гора Афон: Пустынь Новая Фиваида Афонского Русского Пантелеймонова монастыря, 2008. — С. 11—45. — 220 с. — (Smaragdos Philocalias). — 1,000 экз. — ISBN 978-5-288-04571-4.
- Прп. Исаак Сирин. Слова подвижнические. — М.: Изд-во Сретенского монастыря, 2012. — 848 с. — (Духовная сокровищница). — 5,000 экз. — ISBN 978-5-7533-0734-7.
- Прп. Исаак Сирин. О Божественных тайнах и о духовной жизни: Новооткрытые тексты. — Изд-во Олега Абышко, 2012. — 336 с. — (Библиотека христианской мысли. Источники). — ISBN 978-5-903525-25-6.

### На новогреческом
- Του Οσίου πατρός ημών Ισαάκ του Σύρου τα σωζόμενα ασκητικά (1871).pdf

### На древнегреческом
- Ισαάκ Σύρος, Ασκητικά (1770).pdf